# چارچوب‌های کووالانسی آلی
چارچوب های آلی کووالانسی ( COF ) مواد جامد آلی دو یا سه بعدی با ساختارهای گسترده هستند که در آن بلوک ها توسط پیوندهای کووالانسی قوی به هم متصل اند. COF ها متخلخل و کریستالی اند و سراسر از عناصر سبک (H ، B ، C ، N و O)   ساخته شده اند. این عناصر به‌واسطه ایجاد پیوندهای کووالانسی قوی در مواد مفید و پرکاربردی مانند الماس ، گرافیت ، و نیترید بور شناخته می شوند. ساخت مواد COF از بلوک های سازنده ی مولکولی ، چارچوب های کووالانسی را فراهم می کند که به دلیل وزن کم کاربرد‌های متنوعی دارد.

## ساختار
مواد جامد متخلخل بلورین از واحدهای سازنده ثانویه (SBU) تشکیل شده اند که برای تشکیل یک چارچوب متناوب و متخلخل کنار یک دیگر قرار می‌گیرند. تعداد بسیار زیادی از چارچوب‌ها از طریق ترکیبات مختلف SBU ایجاد می شوند که منجر به خاصیت منحصر به فرد مواد برای کاربردهای جداسازی ، ذخیره سازی و کاتالیز ناهمگن می شوند.
مواد جامد متخلخل بلورین می توانند برای توصیف موادی چون زئولیت ، چارچوب های آلی فلزی (MOF) و چارچوب های کووالانسی آلی (COF) به کار روند. زئولیت ها مواد معدنی و میکرومتخلخل هستند که عمدتاً از آلومینوسیلیکات تشکیل شده اند و عمدتاً در صنایع به عنوان جاذب سطحی کاربرد دارند. MOF ها دسته ای از مواد پلیمری متخلخل ، متشکل از یون های فلزی هستند که توسط لیگاند های آلی به یکدیگر متصل اند. این مواد پیشرفت جدیدی در ارتباط بین دو حوزه ی شیمی کوئوردیناسیون مولکولی و علم مواد به شمار می‌روند.
COF ها دسته ای دیگر از مواد پلیمری متخلخل و بلوری هستند و دارای پیوند های کووالانسی و معمولا ساختار صلب اند. این مواد پایداری زیادی در دما های بالا (تا 600 °C) و چگالی کمی دارند. تخلخل دائمی این مواد و سطح ویژه‌ی بزرگتر آن ها نسبت به زئولیت ها و سیلیکات های متخلخل، چارچوب های کووالانسی آلی را مورد توجه قرار داده است.

### واحدهای سازنده ثانویه

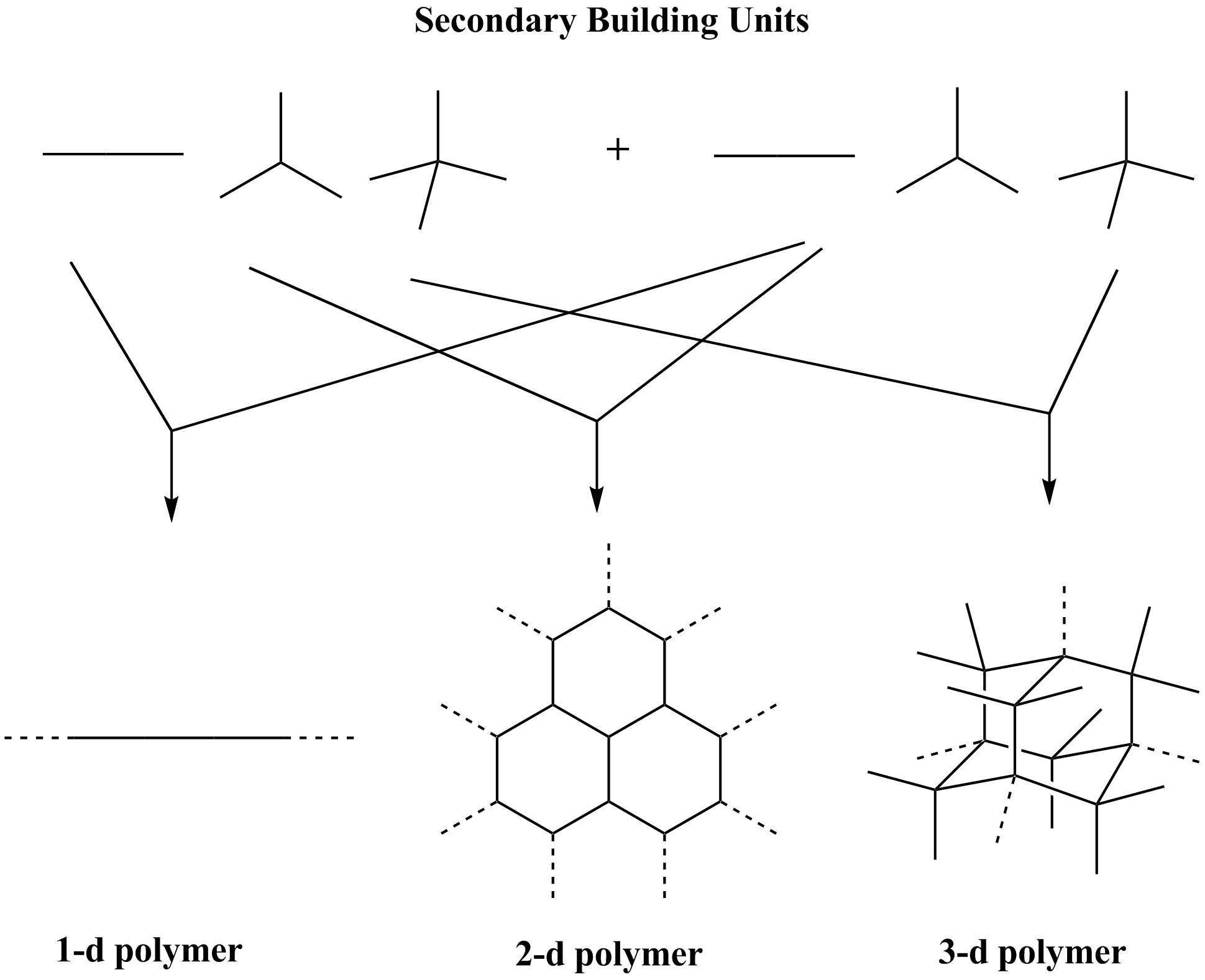
شکل شماتیک.

اصطلاح 'واحد سازنده ثانویه' برای توصیف انتزاعی قطعاتی که همچون آجر ساختمان زئولیت ها را می سازند، به کار برده می‌شود. در این متن به هندسه واحدهایی گفته می‌شود که توسط نقاط گسترش پلیمر مشخص می‌شوند. اخیراً ، 279 واحد سازنده ی ثانویه جدید به پایگاه داده ساختار بلوری اضافه شده است.

### سنتز شبکه ای
اگرچه سنتز مواد جدید از دیرباز به عنوان اساسی ترین عنصر در پیشرفت فناوری شناخته شده است ، اما بیشتر به چشم هنر دیده می‌شود تا علم  - از این رو که کشف ترکیبات جدید و استفاده از روش های سنتز با تعبیراتی چون "لرزش و پختن" ، "مخلوط کردن و صبر کردن" ، "پاشیدن و له کردن" و "حرارت دادن و ضربه" توسط کارشناسان یاد می شود. دلیل این است که مواد اولیه ساختار خود را در طول واکنش حفظ می کنند و منجر به همبستگی ضعیفی بین واکنش دهنده ها و فرآورده ها می شود. با این حال ، طراحی یک شبکه گسترده که ویژگی های ساختاری خود را در طی فرایند ساخت حفظ کند، با استفاده از ساختار های مولکولی صلب و معین تحقق می یابد.
در اصل ، سنتز شبکه ای می تواند چنین تعریف شود: فرایند  کنار هم چیدن واحد های سازنده ثانویه معین و حصول ساختار های از پیش تعیین شده منظم (شبکه ها) که توسط پیوندهای قوی به هم متصل اند. این نوع سنتز با سنتز برگشتی ترکیبات آلی متفاوت است زیرا تمامیت ساختاری و استحکام بلوک های سازنده در سنتز شبکه ای  در طول مراحل بدون تغییر باقی می ماند؛ این مزیت مهمی است که در طراحی چارچوب های بلوری جامد تحقق می‌یابد. هم‌چنین، سنتز شبکه ای باید متمایز از مونتاژ فرامولکولی شمرده شود ، زیرا در روش ذکر شده بلوک های سازنده در سرتاسر بلور با پیوند قوی متصل اند.

## کاربرد ها

### تخلخل / اثرات سطح
بیشتر مطالعات تا به امروز بر توسعه روش‌های سنتزی با هدف بزرگتر کردن اندازه ی منافذ و مساحت سطح ذخیره سازی گاز متمرکز شده اند. این بدان معناست که عملکرد COF هنوز به خوبی مورد بررسی قرار نگرفته است ، اما COF می تواند به عنوان کاتالیزور ،  یا برای جداسازی گاز و غیره مورد استفاده قرار گیرد.

### جداسازی کربن
در سال 2015 استفاده از COF های بسیار متخلخل به عنوان نوعی کاتالیست برای تبدیل دی اکسید کربن به مونوکسید کربن  استفاده شد.

### الکتروکاتالیز
COF‌ها به عنوان الکتروکاتالیست های غیر فلزی مورد مطالعه قرار گرفته اند. اگرچه این تحقیقات هنوز در مراحل اولیه هستند، این الکتروکاتالیست ها برای کاتالیزهای وابسته به انرژی از جمله واکنش کاهش کربن‌دی‌اکسید و تجزیه‌ی آب به کار می‌روند . عمده‌ی پژوهش‌های در این راستا، بر روی مسائل کلیدی چون رسانایی پایداری در فرایند‌های الکتروشیمیایی متمرکزند  .

## تاریخچه
عمر مونس یاغی در  (در حال حاضر در دانشگاه کالیفرنیا، برکلی ) و آدرین کوته (Adrien P Cote) اولین مقاله‌ی پژوهشی درباره‌ی چارچوب های کووالانسی آلی را منتشر کردند. گزارش آن‌ها شامل طراحی و سنتز موفقیت‌آمیز COF ها از طریق واکنش‌های تراکمی فنیل دی بورونیک اسید ( {\displaystyle {\ce {C6H4[B(OH)2]2}}} ) و هگزاهیدروکسی‌تری‌فنیلین ({\displaystyle {\ce {C6H18(OH)4}}} ) می‌شد.  پراش پودری اشعه ایکس از فرآورده‌های بلوری با فرمول‌های تجربی {\displaystyle {\ce {(C3H2BO)6.(C9H12)1}}} (COF-1) و ({\displaystyle {\ce {C9H4BO2}}}) (COF-5) لایه های گرافیتی گسترش یافته و متخلخل دوبعدی را آشکارسازی کرد که یا صورت‌بندی متباعد (COF-1) و یا صورت‌بندی متقابل دارند (COF-5). ساختارهای کریستالی آن‌ها توسط پیوندهای محکم بین اتمهای B ، C و O حفظ می‌شود که  ساختارهای متخلخل صلب را با اندازه منافذ مختلف از 7 تا 27 آنگستروم ایجاد می‌کند. COF-1 و COF-5 دارای پایداری گرمایی بالا (تا دمای 500 الی 600 ) ، تخلخل دائمی ، و سطح ویژه بزرگ هستند. (به ترتیب 711 و 1590 متر مربع در گرم)
به دلیل چالش‌های تئوری و عملی، سنتز COF های سه‌بعدی با موانعی روبه‌رو است .بر خلاف ساختار های صفر و تک بعدی که محلول هستند، عدم حلالیت ساختار های دو و سه‌بعدی مانع استفاده از روش سنتز مرحله به مرحله می شود و جداسازی آن‌ها به شکل بلور را بسیار دشوار می‌سازد. با انتخاب هوشمندانه‌ی بلوک‌های سازنده و استفاده از واکنش های تراکمی برگشت‌پذیر برای تبلور COF ها اولین چالش پشت سر گذاشته شد.
بیشتر COF ها دارای مساحت سطح ویژه‌ (تا 3214 متر مربع در گرم) بیشتری نسبت به چارچوب های کووالانسی آلی دو بعدی هستند . محاسبات نظری بالاترین ظرفیت ذخیره سازی هیدروژن را پیش‌بینی می کند.

## شیمی سنتز

### تراکم بور
محبوب ترین راه سنتز COF یک واکنش تراکم بور است که یک واکنش آب‌زدایی مولکولی در بین اسیدهای بوریک است. برای COF-1 ، سه مولکول اسید بوریک برای تشکیل یک حلقه شش اتمی B 3 O 3 ( بوروکسین ) مسطح به یکدیگر نزدیک شده و سه مولکول آب حذف می‌شوند.

### تریمری شدن بر پایه‌ی تریازین
دسته دیگری از چارچوب پلیمرهای با کارایی بالا و با تخلخل منظم و سطح ویژه بزرگ بر پایه‌ی مواد تریازین هستند که توسط واکنش تریمری شدن trimerization  نیتریل های آروماتیک ساده، ارزان و فراوان در شرایط ionothermal (روی کلرید مذاب در درجه دمای بالا (400 درجه سانتیگراد)) به‌دست می‌آیند. CTF-1 نمونه خوبی از این سنتز است.

## شناسایی
شناسایی خصوصیات COF ها معمولاً سخت‌تر ازMOF ها است ، زیرا COF ها ساختار کریستالی واحد ندارند؛ اما با برخی از روش های زیر می توان COF را تشخیص داد . پراش اشعه ایکس پودری (PXRD) برای تعیین ساختار به کار می‌رود،  مورفولوژی توسط میکروسکوپ الکترونی روبشی (SEM) بررسی می‌گردد و در نهایت تخلخل ، به عبارت دیگر سطح ویژه ، با ایزوترم N2 اندازه گیری می‌شود.